# Уоттс, Дункан
Дункан Уоттс (англ. Duncan J. Watts, род. 1971) — американский ученый, профессор социологии Колумбийского университета, глава Группы коллективной динамики и автор книги «Шесть ступеней отдаления: Наука Связанного Века». Руководитель исследований по социальной динамике Yahoo Research (2007—2012), с 2012 года — сотрудник исследовательского подразделения Microsoft в Нью-Йорке.
В 1998 году в соавторстве со Стивеном Строгацем из Корнеллского университета описал формальную модель феномена малого мира с использованием графа «Мир тесен». Сотрудничает с Институтом Санта-Фе; В июле 2019 года получил звание «профессора ПИК» (англ. PIK Professor) в Пенсильванском университете.
Получил степень бакалавра наук по физике в Университете Нового Южного Уэльса и степень доктора философии в Корнеллского университета. Также получил образование в области инженерии, коммуникаций и бизнеса.
Был внештатным сотрудником Института Санта-Фе и профессором социологии в Колумбийском университете, где возглавлял группу коллективной динамики.
Книга «Шесть степеней: наука века связи» основана на совместных исследованиях со Стивеном Строгацем Вторая книга — «Всё очевидно, как только вы узнаете ответ: как здравый смысл подводит нас» объясняет типичные ошибки, которые люди допускают при принятии решений, особенно в группах или организациях, а также предлагаются альтернативные методы использования исследований и данных.
Рецензирует работы некоторых популярных писателей, в том числе работал с произведениями Малкольма Гладуэлла.